# 乃缦

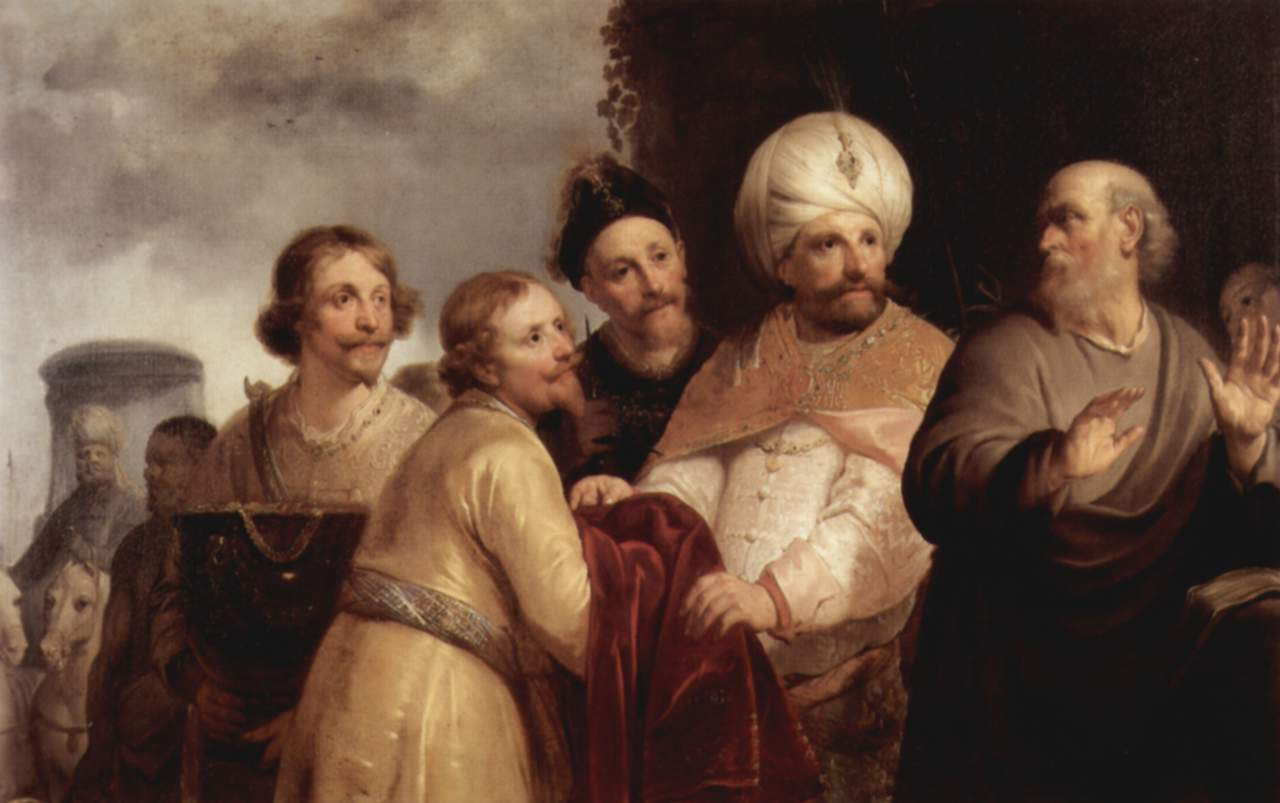
以利沙拒绝了乃缦的礼物，彼得·德·格鲁伯绘

乃缦（希伯來語：‎）是约兰执政时期的亚兰国的元帅，记载于《塔纳赫·列王纪下》第五章。根据故事记载，他曾立大功，深受到爱戴，只是长了大麻瘋。当他的一个从以色列国掠过来的婢女告知其撒玛利亚的先知可以治好他的疾病后，他就将婢女所说的话告诉了亚兰王，亚兰王同意，并为其信达以色列王约兰。以色列王约兰收到信后十分气愤，由于当时亚兰国国力强于以色列，只能自己撕扯衣服以泄愤恨。当先知以利沙听到此事后就让人告知乃缦，让其在约旦河中沐浴七次即可洁净。他一开始不情愿，后来又照做了，果然得了洁净。在《新约·路加福音 4:27》中，乃缦也被提到过。